# 鶴福院町
鶴福院町（つるふくいんちょう）は、奈良県奈良市の中央部、市街地の中央部に位置する地区である。郵便番号は630-8393。

## 地理
奈良市の中央部、猿沢池の南に位置し、北は東寺林町、西は中院町に接する。店舗が半数以上を占める町である。
1955年（昭和30年）に都市計画決定された市道拡幅について、計画の是非が議論されている。

## 交通

### 鉄道路線
なし